# Gautier le Leu
Pour les articles homonymes, voir Gautier et Leu.
Gautier le Leu (né vers 1210), parfois appelé Gautier le Long, est un ménestrel français dont l’œuvre se situe au milieu du XIIIe siècle. Considéré comme étant originaire du comté de Hainaut (Belgique actuelle), il est l'un des plus importants auteurs de fabliaux — dont six lui sont attribués, principalement sur des registres érotiques et, ou scatologiques — ainsi que deux dits, un poème à proverbe et un poème de taille plus importante. Il semble avoir reçu une éducation cléricale, à Orléans ou à Cologne.

## Œuvres attribuées à Le Leu
Fabliaux
- Sot Chevalier (également connu sous le titre Aventure d'Ardennes)
- Deus Vilains
- Fol Vilain
- Les Sohai
- Connebert
- Prestre taint (attribution controversée)

Dits
- Du Con
- Des Cons

Proverbe
- Dieu et lou Pescour

Roman
- Veuve